# 韋尼阿米諾夫火山
56°11′53″N 159°23′27″W / 56.19806°N 159.39083°W

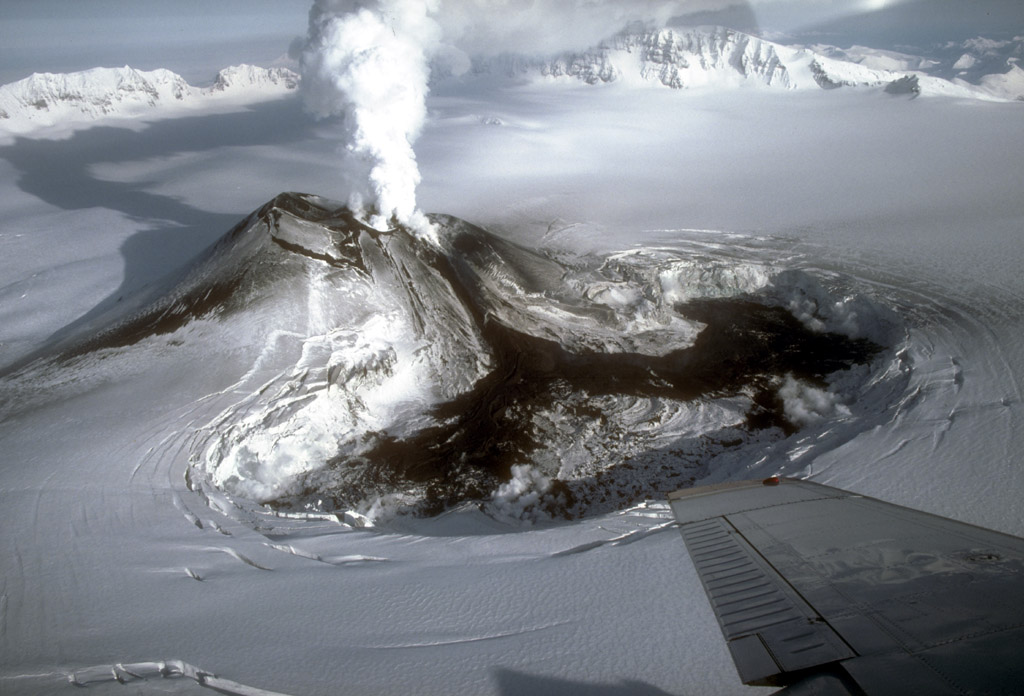

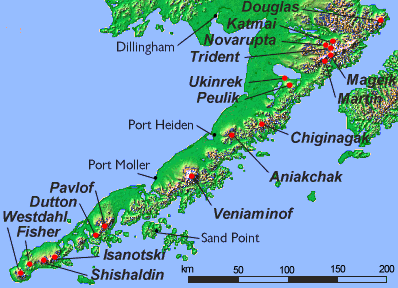

韋尼阿米諾夫火山是美國的火山，位於阿拉斯加半島，由阿拉斯加州負責管轄，屬於阿留申山脈的一部分，海拔高度2,507米，最近一次火山噴發在2008年2月22日發生。

## 外部連結
- Volcanoes of the Alaska Peninsula and Aleutian Islands-Selected Photographs （页面存档备份，存于）
- Alaska Volcano Observatory （页面存档备份，存于）